# طفيل بن منصور
الشريف طفيل بن جماز بن شيحة، تولى إمارة المدينة المنورة  (728-736هـ/1327-1335م) للمرة الأولى. ومن (743-750هـ/1342-1349م) للمرة الثانية.

## نسبه
هو طفيل بن منصور بن جماز بن شيحة بن هاشم بن قاسم بن مهنا بن حسين بن مهنا بن داود بن القاسم بن عبيد الله بن طاهر بن يحيى بن الحسين بن جعفر بن عبد الله ابن الحسين بن زين العابدين ابن الحسين بن علي بن أبي طالب الحسيني الهاشمي.

## سيرته
عزل طفيل بأمر من السلطنة المملوكية وعين مكانه الشريف سعد بن ثابت بن جماز، غير أن طفيلاً رفض قرار عزله مما أدى إلى تجدد الصراع بين الطرفين، فاستعان سعد بأمراء الركب الشامي غير أنهم لم ينجدوه، غير أن قرار تعيينه قد وزع على أمراء الحج مما قوى من مركزه، وأضعف موقف طفيل وأنصاره من آل منصور بن جمّاز الذين انتقموا بنهب المدينة.

## وصلات خارجية
مركز بحوث ودرسات المدينة المنورة نسخة محفوظة 5 مارس 2016 على موقع واي باك مشين.
تاريخ الحكام والسلالات الحاكمة 
| سبقه كبيش بن منصور | أمراء وحكام المدينة المنورة 728هـ - 736هـ | تبعه هميان بنت مقبل |